# Macromitrium fuscoviride
Macromitrium fuscoviride là một loài Rêu trong họ Orthotrichaceae. Loài này được (Hornsch.) Müll. Hal. mô tả khoa học đầu tiên năm 1845.